# NGC 5960
NGC 5960 (другие обозначения — MCG 1-40-7, ZWG 50.38, NPM1G +05.0474, IRAS15338+0549, PGC 55575) — галактика в созвездии Змея.
Этот объект входит в число перечисленных в оригинальной редакции «Нового общего каталога».